# René Binder

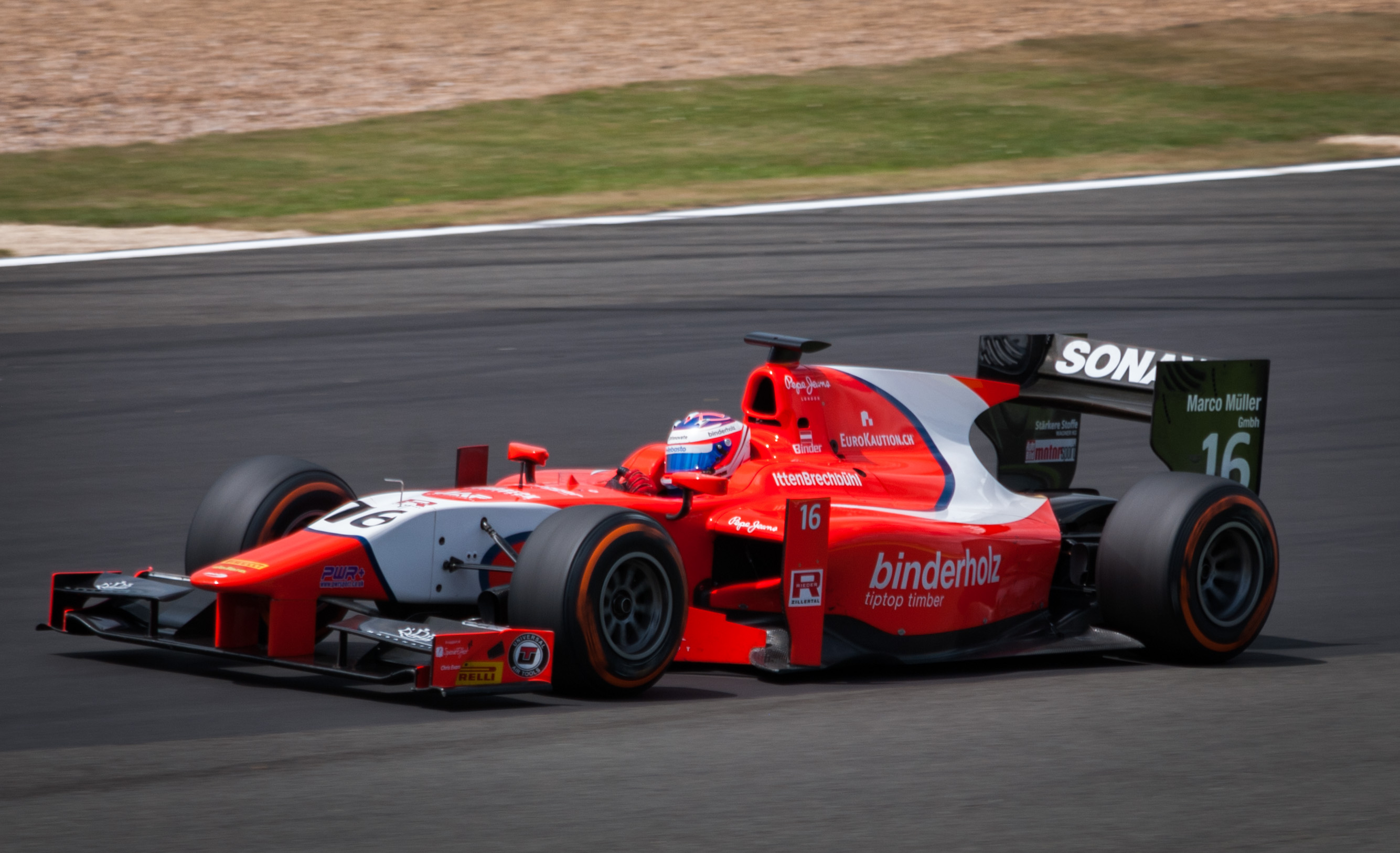
René Binder tijdens de Grand-Prix op Silverstone, 2014

René Binder (Innsbruck, 1 januari 1992) is een Oostenrijks autocoureur.

## Carrière
Binder begon zijn autosportcarrière in het karting in 2002, waar hij tot 2008 bleef. Samen met anderen eindigde hij als derde in het Duitse Junior Kart Kampioenschap in 2007 en werd tweede in het Duitse Challenger Kart Kampioenschap in 2008.
In 2009 begon hij zijn carrière in het formuleracing in de ADAC Formel Masters voor het team Team Abt Sportsline. Terwijl zijn teamgenoot Daniel Abt het kampioenschap overtuigend won, eindigde Binder het seizoen op de zevende plaats met drie podiumfinishes.
In 2010 stapte hij over naar het Duitse Formule 3-kampioenschap voor het team Motopark Academy. Met een derde plaats als beste resultaat eindigde hij op de twaalfde plaats in het kampioenschap.
In 2011 bleef Binder rijden in de Duitse Formule 3, maar nu voor het team Jo Zeller Racing. In de tweede race behaalde hij een podiumplaats met een derde plek. Na het eerste raceweekend stond hij vierde in het kampioenschap, maar na zeven weekenden zakte hij af naar een achtste plaats. Ook rijdt Binder in 2011 een raceweekend in de Formule 2 op de Red Bull Ring in zijn thuisland.
In 2012 bleef Binder rijden in de Duitse Formule 3, maar hij stapte over naar het team Van Amersfoort Racing. Met drie overwinningen eindigde hij als zesde in het kampioenschap. Aan het eind van 2012 mocht Binder debuteren in de GP2 Series voor het team Venezuela GP Lazarus waar hij Giancarlo Serenelli verving en teamgenoot werd van Sergio Canamasas. Zijn beste resultaat was een dertiende plaats in de tweede race op Monza.
In 2013 bleef Binder in de GP2 rijden voor Lazarus. Met een zesde plaats op het Circuit de Monaco als beste resultaat eindigde hij als 23e in het kampioenschap met 11 punten.
In 2014 stapte Binder in de GP2 over naar het team Arden International. Enkel in het eerste raceweekend op het Bahrain International Circuit wist hij drie punten te behalen met een negende en een achtste plaats, waardoor hij als 25e in het kampioenschap eindigde met 3 punten.
In 2015 ging Binder in de GP2 voor het team Trident rijden. Na zes raceweekenden moest hij een weekend missen wegens ziekte, maar het daaropvolgende raceweekend op Monza keerde hij terug in het kampioenschap als vervanger van de geblesseerde Daniël de Jong bij het team MP Motorsport. Dat jaar maakte hij op de Nürburgring tevens zijn debuut in de Formule Renault 3.5 Series voor het team Pons Racing als vervanger van de naar de Formule 1 vertrokken Roberto Merhi.
In 2016 stapte Binder fulltime over naar de Formule V8 3.5, de opvolger van de Formule Renault 3.5 Series, voor het team Lotus. Hij behaalde vijf podiumplaatsen en eindigde als zevende in het klassement met 161 punten. Daarnaast keerde hij dat jaar eenmalig terug in de GP2 tijdens zijn thuisrace op de Red Bull Ring bij ART Grand Prix als vervanger voor de geschorste Nobuharu Matsushita.
In 2017 bleef Binder actief in de Formule V8 3.5, dat de naam had veranderd naar de World Series Formule V8 3.5, nog altijd voor het team van Lotus. Daarnaast kwam hij dat jaar tijdens het voorlaatste raceweekend op het Circuito Permanente de Jerez uit in de nieuwe Formule 2, de opvolger van de GP2, bij het team Rapax als vervanger van Roberto Merhi.

## Persoonlijk
Zijn vader Franz Binder was ook autocoureur. Hij won het Oostenrijkse Formule 3-kampioenschap in 1987.
Zijn oom Hans Binder maakte in 1976 en 1977 13 starts in de Formule 1.